# Distretto di Casa Grande
Il distretto di Casa Grande è uno degli otto distretti della provincia di Ascope, in Perù. Si trova nella regione di La Libertad e si estende su una superficie di  677,17 chilometri quadrati.

## Centri abitati
Fanno parte del distretto i seguenti centri abitati:
- Mocan
- Roma
- Lache
- Santa Clara
- Quinta La Gloria
- Licapa
- Facalá
- Quinta la Bomba
- Chacarilla
- La Constancia